# Wolfgang Patzke
Wolfgang Patzke (Mülheim an der Ruhr, 24 februari 1959 – Berlijn, 8 mei 2016) was een Duits profvoetballer. 

## Clubcarrière
Patzke begon zijn carrière in 1977 bij Rot-Weiss Essen. Op 1 maart 1977 maakte hij zijn debuut in de Bundesliga. In 1979 verhuisde hij naar SG Wattenscheid 09 in de 2. Bundesliga. Zijn hoogtepunt beleefde hij bij VfL Bochum waar hij 21 maal scoorde in 59 wedstrijden. In 1983 ging hij naar Bayer 04 Leverkusen, hij stond in het seizoen 1982-83 ook in de belangstelling van Ajax (Amsterdam). In het seizoen 1987-1988 speelde hij voor FC Schalke 04. Hij sloot zijn carrière af bij Hertha BSC in 1991.
Hij overleed op 57-jarige leeftijd in Berlijn aan leukemie.

## Statistieken
| Seizoen         | Club                | Land            | Competitie      | Wedstrijden | Doelpunten |
| --------------- | ------------------- | --------------- | --------------- | ----------- | ---------- |
| 1977–1979       | Rot-Weiss Essen     | Duitsland       | Bundesliga      | 44          | 2          |
| 1979–1981       | SG Wattenscheid 09  | Duitsland       | 2. Bundesliga   | 70          | 9          |
| 1981–1983       | VfL Bochum          | Duitsland       | Bundesliga      | 59          | 21         |
| 1983–1986       | Bayer 04 Leverkusen | Duitsland       | Bundesliga      | 59          | 5          |
| 1986–1988       | FC Schalke 04       | Duitsland       | Bundesliga      | 21          | 4          |
| 1988–1991       | Hertha BSC          | Duitsland       | Bundesliga      | 68          | 7          |
| Carrière totaal | Carrière totaal     | Carrière totaal | Carrière totaal | 321         | 48         |